# Peder Hove
Peder Hove (født 8. juni 1939 i Boddum, Thy) er en dansk forfatter, tidligere jagerpilot og er læreruddannet.